# Kuštica
Kuštica (izvirno srbsko Куштица) je naselje v Srbiji, ki upravno spada pod Občino Bujanovac; slednja pa je del Pčinjskega upravnega okraja.

## Demografija
V naselju živi 140 polnoletnih prebivalcev, pri čemer je njihova povprečna starost 44,2 let (40,7 pri moških in 47,3 pri ženskah). Naselje ima 64 gospodinjstev, pri čemer je povprečno število članov na gospodinjstvo 2,73.
To naselje je, glede na rezultate popisa iz leta 2002, večinoma srbsko, a v času zadnjih treh popisov je opazno zmanjšanje števila prebivalcev.
|  |

| Demografija | Demografija     | Demografija     |
| Leto        | Št. prebivalcev | Št. prebivalcev |
| ----------- | --------------- | --------------- |
|             |                 |                 |
|             |                 |                 |
|             |                 |                 |
|             |                 |                 |
| 1948        | 404             |                 |
| 1953        | 419             |                 |
| 1961        | 414             |                 |
| 1971        | 409             |                 |
| 1981        | 301             |                 |
| 1991        | 231             | 231             |
| 2002        | 175             | 175             |
|             |                 |                 |

| Etnična sestava po popisu iz leta 2002 | Etnična sestava po popisu iz leta 2002 | Etnična sestava po popisu iz leta 2002 | Etnična sestava po popisu iz leta 2002 | Etnična sestava po popisu iz leta 2002 |
| -------------------------------------- | -------------------------------------- | -------------------------------------- | -------------------------------------- | -------------------------------------- |
| Srbi                                   | Srbi                                   |                                        | 174                                    | 99,42%                                 |
| Neznano                                | Neznano                                |                                        | 1                                      | 0,57%                                  |